# Cantó de Genlis
El cantó de Genlis és un cantó francès del departament de Costa d'Or, situat al districte de Dijon. Té 27 municipis i el cap és Genlis.

## Municipis
- Aiserey
- Beire-le-Fort
- Bessey-lès-Cîteaux
- Bretenière
- Cessey-sur-Tille
- Chambeire
- Collonges-lès-Premières
- Échigey
- Fauverney
- Genlis
- Izeure
- Izier
- Labergement-Foigney
- Longchamp
- Longeault
- Longecourt-en-Plaine
- Magny-sur-Tille
- Marliens
- Pluvault
- Pluvet
- Premières
- Rouvres-en-Plaine
- Tart-l'Abbaye
- Tart-le-Bas
- Tart-le-Haut
- Thorey-en-Plaine
- Varanges

## Història
| Data d'elecció                           | Identitat            | Partit        | Qualitat |
| ---------------------------------------- | -------------------- | ------------- | -------- |
| 1945-1951                                | M. Poivre            | Radical       |          |
| 1951-1964                                | M. Charbonneau       | Divers droite |          |
| 1964-1968                                | André Patouillet     | Divers gauche |          |
| 1968-1976                                | François Charbonneau | RI            |          |
| 1976-2001                                | Paul Orssaud         | MRG           |          |
| 2001-                                    | Noël Bernard         | PRG           |          |
| les dades anteriors no són pas conegudes |                      |               |          |
|                                          |                      |               |          |

## Demografia
| A partir de 1990: Població sense dobles comptes |